# Championnats panaméricains de BMX 2016
Navigation
Édition précédente Édition suivante
Les championnats panaméricains de BMX 2016 ont eu lieu le 28 mars 2016 à Santiago del Estero en Argentine.

## Podiums
| Épreuves            | Or             | Argent                | Bronze             |
| ------------------- | -------------- | --------------------- | ------------------ |
| Épreuves masculines |                |                       |                    |
| Élites hommes       | Gonzalo Molina | Carlos Ramírez        | Ramiro Marino      |
| Juniors hommes      | Wilson Goyes   | David Agudelo         | Miguel Tellez      |
| Épreuves féminines  |                |                       |                    |
| Élites femmes       | Mariana Pajón  | Gabriela Díaz         | Priscilla Carnaval |
| Juniors femmes      | Paola Reis     | María Camila Restrepo | Manuela Mazo       |

## Tableau des médailles
| Rang  | Nation    | Or | Argent | Bronze | Total |
| ----- | --------- | -- | ------ | ------ | ----- |
| 1     | Colombie  | 1  | 3      | 2      | 6     |
| 2     | Argentine | 1  | 1      | 1      | 3     |
| 3     | Brésil    | 1  | 0      | 1      | 2     |
| 4     | Équateur  | 1  | 0      | 0      | 1     |
| Total | Total     | 4  | 4      | 4      | 12    |